# Kimberly Spicer
Kimberly A. Spicer (nacida el 17 de enero de 1980) es una modelo y actriz norteamericana que fue elegida playmate de junio de 1999 de la revista playboy. Además de su aparición en la revista también lo hizo en varios videos playboy.